# Цернигал
Цернигал (њем. Zörnigall) општина је у њемачкој савезној држави Саксонија-Анхалт. Једно је од 39 општинских средишта округа Витенберг. Према процјени из 2010. у општини је живјело 911 становника. Посједује регионалну шифру (AGS) 15091400.

## Географски и демографски подаци
Цернигал се налази у савезној држави Саксонија-Анхалт у округу Витенберг. Општина се налази на надморској висини од 76 метара. Површина општине износи 3,6 km². У самом мјесту је, према процјени из 2010. године, живјело 911 становника. Просјечна густина становништва износи 255 становника/km².